# Ragadozó bogarak
A ragadozó bogarak (Adephaga) az ízeltlábúak törzsében a bogarak (Coleoptera) rendjének egyik alrendje 11 recens és öt kihalt családdal.

## Származásuk, elterjedésük
A legtöbb recens család képviselői a holarktikus faunaterületen (is) előfordulnak.

## Megjelenésük, felépítésük
A cryptomeria nem tökéletes, a hátlemez varrata az oldallemezzel még látható (sutura noto-pleuralis) az előtoron. A lárvákon a tibia még önálló ízt képez a torlábakon, a pretarsus 2 karmot hordoz. Hártyás szárnyaikat nyugalmi helyzetben összehajtogatják.
A csoport apomorf bélyegei:
- a potroh 8., (sőt gyakran a 7.) szelvénye is az előző ízekbe behúzott
- a Malpighi-edények száma 4
- a hátsó csípők mozdulatlanok, a második potrohszelvény haslemezén túlnyúlnak
- a 2–4. potrohszelvény haslemezei összeolvadtak

Lárváik campodeiform („futóka”) jellegűek.

## Életmódjuk
A fajok többsége ragadozó.
A lárvák gyorsan kifejlődnek; az imágók viszonylag hosszú életűek. A lárvák többnyire ugyanolyan táplálékon élnek, mint az imágók.
Főleg a nedves, üde helyeket kedvelik. Három családjuk, a keringőbogár-félék (Gyrinidae), a víztaposóbogár-félék (Haliplidae) és a csíkbogárfélék (Dytiscidae) egymástól függetlenül vízi életmódra tért át.

## Rendszertani felosztásuk
Az alrendbe az alábbi öregcsaládok és családok tartoznak:
- futóbogárszerűek (Caraboidea)
  - futóbogárfélék (Carabidae) (Latreille, 1802)
  - állasbogárfélék (Rhysodidae) (Laporte, 1840)
  - álfutrinkafélék (Trachypachidae) (C.G. Thomson, 1857)

- csíkbogárszerűek (Dytiscoidea)
  - patakbogárfélék (Amphizoidae) (LeConte, 1853)
  - Aspidytidae (Ribera, Beutel, Balke & Vogler, 2002)
  - †Colymbothetidae - kihalt
  - †Coptoclavidae - kihalt
  - csíkbogárfélék (Dytiscidae) (Leach, 1815)
  - pocsolyaúszó-félék (Hygrobiidae) (Régimbart, 1878)
  - †Liadytidae - kihalt
  - Meruidae (Spangler & Steiner 2005)
  - merülőbogár-félék (Noteridae) (C.G. Thomson, 1860)
  - †Parahygrobiidae - kihalt

- keringőbogár-szerűek (Gyrinoidea)
  - keringőbogár-félék (Gyrinidae) (Latreille, 1802)

- víztaposószerűek (Haliploidea)
  - víztaposóbogár-félék (Haliplidae) (Aubé, 1836)

- Triaploidea
  - †Triaplidae